# Dischi Ricordi
La Dischi Ricordi è stata una casa discografica italiana, nata a Milano nel 1958 e attiva fino al 1994, data di acquisizione da parte della tedesca BMG, successivamente assorbita dal gruppo multinazionale Sony Music.
Tutto il catalogo Ricordi si presenta con il marchio storico sia per le nuove incisioni sia per le ristampe in CD di titoli già pubblicati.
Fu distributrice in Italia della Virgin Records fino a quando il gruppo britannico istituì una propria filiale nazionale.

## Storia
L'idea di ampliare il settore della Ricordi, che fino a quel momento si era occupata solo di edizioni musicali con le edizioni musicali R.R.R., e di entrare nel mercato discografico fu di uno dei membri della famiglia, Nanni Ricordi, e di un suo collaboratore, Franco Crepax: fu il primo ottobre 1958 che nacque ufficialmente la Dischi Ricordi S.p.A., azienda autonoma anche se di proprietà al 100% delle edizioni musicali.
Il primo disco, uscito nello stesso mese, fu un album di Maria Callas, quasi per ribadire una sorta di continuità con l'attività della casa editrice; ma già nel mese di novembre vennero pubblicati i primi 45 giri di Giorgio Gaber.
In contemporanea venne deciso di trasformare i diciotto negozi di proprietà della casa editrice (che fino a quel momento vendevano per lo più spartiti e articoli musicali) anche in negozi di dischi, per poter promuovere le proprie incisioni.
Come ha più volte raccontato Nanni, l'idea gli era venuta proprio ascoltando nei locali di Milano questi nuovi autori e interpreti che scrivevano canzoni che nessuno pubblicava, ed allora decise di farli incidere lui stesso, fondando una nuova casa discografica.
In breve tempo gli autori messi sotto contratto da Ricordi (oltre a Gaber, Gino Paoli, Ornella Vanoni, Umberto Bindi) iniziarono a riscuotere successo, al punto che Nanni Ricordi decise di creare una sottoetichetta, la Tavola Rotonda, con l'obiettivo di lanciare esclusivamente nuovi autori, da girare poi, in caso di successo, alla casa madre: e fu così che incisero i primi dischi da solisti Sergio Endrigo e Enzo Jannacci.
Sempre in quegli anni la Ricordi mise sotto contratto anche un gruppo storico come il Quartetto Cetra ed Emilio Pericoli; mise insieme inoltre uno staff di arrangiatori come Giampiero Boneschi o i due fratelli Gian Piero Reverberi e Gianfranco Reverberi che contribuirono a creare un tipo di suono caratteristico per quelle incisioni.
Un primo momento di crisi si ebbe nel 1963: Nanni Ricordi, per contrasti con le edizioni musicali (che erano sempre le proprietarie dell'azienda) abbandonò la Dischi Ricordi per diventare direttore artistico alla RCA Italiana, trasferendosi da Milano a Roma e portando via con sé artisti quali Paoli ed Endrigo; anche Crepax fece la stessa scelta, passando alla CGD - Compagnia Generale del Disco.
Ricordi fu rimpiazzato da uno dei più capaci dirigenti della RCA Italiana, Vincenzo Micocci, che si trasferì a Milano e rilanciò l'etichetta, da un lato valorizzando interpreti del catalogo come la Vanoni o Milva, dall'altro scoprendo e lanciando un giovane cantante, Bobby Solo, che nel 1964 con "Una lacrima sul viso" superò il milione di copie vendute.
Nel frattempo a capo dell'azienda (che era diventata di proprietà di un gruppo di azionisti di Varese e Milano), arrivò Guido Rignano in qualità di presidente e di amministratore delegato, grazie al quale la società conobbe anni sempre più proficui: infatti la crisi fu superata in maniera definitiva grazie all'esplosione del beat, poiché la Ricordi ebbe l'intuito di mettere sotto contratto due gruppi come i Dik Dik e l'Equipe 84, che dominarono le classifiche del 1966 rispettivamente con Sognando la California e Io ho in mente te, e nel 1967 sotto la direzione artistica di Alessandro Colombini grazie alla scoperta e al lancio di Lucio Battisti; Micocci ritornò a Roma, per fondare la Parade.
Negli stessi anni la Dischi Ricordi siglava accordi per la distribuzione in Italia di case discografiche estere, come la statunitense Vanguard (per cui incideva Joan Baez, consentendo così all'artista la pubblicazione di due dischi solo per il mercato italiano, come Joan Baez in Italy nel 1967 e 24 luglio 1970 all'Arena civica di Milano nel 1970). Inoltre dal 1971 al 1975 distribuì i dischi delle case discografiche del gruppo Kinney, poi WEA, fino alla nascita della WEA Italiana nel 1975.
Nel frattempo era cresciuta una nuova generazione di produttori che lavoravano per la Ricordi, come Alessandro Colombini che dopo l'esperienza Numero Uno ritornò a collaborare con la casa discografica portando artisti come Edoardo Bennato e il Banco del Mutuo Soccorso. Con lo sviluppo del progressivo che si ebbe negli anni '70 la Dischi Ricordi fu all'avanguardia, sia lanciando un gruppo storico come il Banco del Mutuo Soccorso o i Napoli Centrale, sia ottenendo la distribuzione esclusiva per l'Italia della Manticore, la casa discografica fondata da Emerson, Lake & Palmer, e della Island Records (per cui incidevano Cat Stevens, gli Amazing Blondel e poi, in seguito, Bob Marley).
Inoltre otteneva la distribuzione di case discografiche indipendenti come la Produttori Associati (della quale, al momento del fallimento, avrebbe rilevato il catalogo e i contratti di artisti come Fabrizio De André e gli Alunni del Sole), la Bla Bla (Franco Battiato), la Spark e la Carosello Records (Domenico Modugno, Giorgio Gaber e alcuni anni dopo Vasco Rossi).
Tra gli artisti che negli anni settanta hanno inciso per la Dischi Ricordi sono da ricordare anche Milva, Mia Martini, Franco Califano e, anche se per un solo album, Patty Pravo. Nella seconda metà degli anni settanta lanciò la serie Orizzonte in cui venivano ristampati, in linea economica e con veste grafica spartana, alcuni dei vecchi dischi del catalogo divenuti ormai introvabili: la caratteristica in copertina era un logo triangolare in alto a sinistra con disegnate delle nuvole, mentre sul retro vi era la scritta "Orizzonte".
Nel catalogo Ricordi era presente un'altra collana della serie Orizzonte dedicata esclusivamente alla musica classica. Le registrazioni presenti erano pubblicate in licenza di altre case discografiche europee come l'americana Vanguard Records, la russa Melodija, la spagnola Hispavox, la cecoslovacca Supraphon.
Nel 1981 acquisì la distribuzione della casa discografica romana Lupus, e l'anno successivo della Heinz Music, l'etichetta fondata da Antonello Venditti.
Nel 1994, anno in cui la Dischi Ricordi ottenne il 1º e 2º posto al Festival di Sanremo (con Aleandro Baldi e Giorgio Faletti), Guido Rignano firmò l'atto di vendita del Gruppo Ricordi alla multinazionale BMG.